# Studio 5 (1986)
Studio 5 è stato un programma televisivo italiano andato in onda su Canale 5 nella fascia preserale nella stagione televisiva 1986/1987, con la conduzione di Marco Columbro e Roberta Termali.

## La trasmissione
Il programma era un misto di rotocalco televisivo ed infotainment ideato da Cristiano Minellono e curato da Fatma Ruffini ed è andato in onda dal 27 ottobre 1986 al 27 giugno 1987 per un totale di 209 puntate, dal lunedì al sabato alle 19.30. Il programma si proponeva come un'alternativa leggera alle testate giornalistiche della Rai e, con questo programma, la Fininvest tentava di rosicchiare ascolti alla televisione pubblica.
La trasmissione era composta da interviste a noti personaggi dello spettacolo svolte da Columbro, che insieme a Roberta Termali lanciava anche i servizi e le rubriche curate dal numeroso cast: Viviana Kasàm curava Vox populi, spazio del programma in cui venivano proposte interviste fatte per la strada sottoponendo i passanti a domande su temi sia leggeri che più impegnati, Cesare Cadeo seguiva la parte dedicata allo sport, Donatella Monforte quella sulla moda, senza trascurare le notizie provenienti dagli Stati Uniti, selezionate e presentate da Guido Bagatta.
Altri servizi erano maggiormente incentrati sull'ironia, come quelli curati da Enrico Beruschi e la rubrica Si Salvi chi può di Francesco Salvi, mentre ospiti fissi erano Aldo Baglio e Giovanni Storti. Uno spazio era dedicato anche al cinema, realizzato in collaborazione con il mensile Ciak, mentre un'altra rubrica, Amore ritorna, permetteva ai giovani lasciati dai loro partner di lanciare dei messaggi ai propri innamorati; una formula che alcuni anni dopo si è rivelata vincente con il programma di prima serata Stranamore di Alberto Castagna.
Nell'ultimo segmento della trasmissione, Columbro conduceva una versione "embrionale" del gioco Tra moglie e marito, che riscuoteva un particolare successo di ascolti permettendo al programma di prima serata che seguiva di avere un discreto traino di ascolti.
Nella stagione successiva il programma non fu riconfermato a causa degli ascolti non soddisfacenti ad eccezione del gioco finale, Tra moglie e marito condotto sempre da Marco Columbro che divenne dunque una trasmissione autonoma ed è andata in onda con successo fino al 1991 dando vita anche a tre spin-off (Tra moglie e marito VIP, Cari genitori ed Io, tu e mammà) mentre Roberta Termali lasciò la Fininvest per approdare al debuttante network concorrente Odeon TV (ora denominato Odeon 24).

### Natale a Studio 5
In occasione delle festività natalizie del 1986, fu inoltre realizzata una lunga puntata celebrativa trasmessa la sera della vigilia di Natale, trasmessa dalle 19.30 fino alla mezzanotte e intitolata Natale a Studio 5, alla quale sono intervenuti come ospiti Franca Valeri, Loredana Bertè, i China Crisis, Gianna Nannini, Sandra, Mario Merola, Al Bano, Romina Power, Dorina Vaccaroni, Andrea Manzo, Cesare Cadeo, Paolo Rossi, Dario Bonetti, Massimo Boldi, Mike Bongiorno, Corrado Tedeschi, Paola Borboni, Carmen Russo, Iva Zanicchi e Lucio Salis.